# Rozkiszne (obwód ługański)
Rozkiszne (ukr. Розкішне) – wieś na Ukrainie, w obwodzie ługańskim, w faktycznie niefunkcjonującym rejonie ługańskim, od 2014 pod kontrolą marionetkowej, zależnej od Rosji Ługańskiej Republiki Ludowej. W 2001 liczyła 6482 mieszkańców, wśród których 2748 wskazało jako ojczysty język ukraiński, 3701 rosyjski, 1 mołdawski, 7 białoruski, 15 ormiański, 1 gagauski, 8 inny, a 1 osoba się nie zadeklarowała.